# Клуб „Закуска“
„Клуб Закуска“ (на английски: The Breakfast Club) е американска комедийна драма от 1985 г. на със сценарист и режисьор Джон Хюз.
Сюжетът е фокусиран между петима тийнейджъри, които са наказани да прекарат заедно в училище един съботен ден. Главните роли се изпълняват от Емилио Естевес, Пол Глийсън, Антъни Майкъл Хол, Джъд Нелсън, Моли Рингуолд, Али Шийди.